# Де Гроот, Адриан
Адриан Дингеман де Гроот (нидерл. Adriaan Dingeman de Groot; 26 октября 1914, Сантпорт, ныне в составе города Велзен — 14 августа 2006, Схирмонниког) — нидерландский шахматист и психолог.

## Научная деятельность
Провел классические шахматные эксперименты в 1940—1960-х годах.
В 1946 году написал диссертацию «Мышление шахматиста» (нидерл. Het denken van den schaker), в 1965 г. переведённую на английский язык и изданную под названием «Мысль и выбор в шахматах» (англ. Thought and choice in chess).
Исследуя мышление шахматистов, А. де Гроот выявил 4 его стадии:
1. Ориентировка
2. Обследование (прикидка, пробы нескольких ходов)
3. Исследование (систематический глубокий просчёт вариантов)
4. Доказательство (проверка надёжности результата).

## Избранные публикации
- «Мышление шахматиста» (1946); перевод на английский: «Мысль и выбор в шахматах» (1965).
- «Святой Николай: Психоаналитическое исследование его истории и мифа» (1965, на английском языке).
- «Методология. Основания вывода и исследования в бихевиоральных науках» (1961; перевод на английский: 1969).
- «Восприятие и память в шахматах: Эвристика профессионального взгляда» (1996, на английском языке; совместно с Фернаном Гобе и Рикентом Йонгманом).

## Шахматная деятельность
Призёр чемпионата Нидерландов 1942 г. (разделил 1—3 места с А. ван ден Хуком и Н. Кортелевером; дополнительное соревнование выиграл ван ден Хук).
В составе сборной Нидерландов участник неофициальной (1936 г.), двух официальных (1937 и 1939 гг.) шахматных олимпиад и международных матчей.

## Спортивные результаты
| Год  | Город        | Соревнование                                                       | + | - | = | Результат | Место |
| ---- | ------------ | ------------------------------------------------------------------ | - | - | - | --------- | ----- |
| 1936 | Мюнхен       | Неофициальная шахматная олимпиада (сборная Нидерландов, 7-я доска) |   |   |   | [ 4 ]     |       |
| 1937 | Стокгольм    | VII Олимпиада (сборная Нидерландов, запасной)                      | 6 | 3 | 6 | 9 из 15   |       |
| 1938 | Амстердам    | Чемпионат Нидерландов                                              | 4 | 2 | 5 | 6½ из 11  | 4     |
|      | Лондон       | Матч Англия — Нидерланды (против Дж. Томаса)                       | 0 | 0 | 2 | 1 из 2    |       |
| 1939 | Гаага        | Матч Нидерланды — Англия (7-я доска, против Э. Сарджента)          | 1 | 0 | 1 | 1½ из 2   |       |
|      | Буэнос-Айрес | VIII Олимпиада (сборная Нидерландов, 3-я доска)                    | 6 | 4 | 7 | 9½ из 17  |       |
| 1942 | Леуварден    | Чемпионат Нидерландов                                              |   |   |   |           | 1—3   |
| 1946 | Бевервейк    | Международный турнир                                               | 3 | 4 | 2 | 4 из 9    | 5—7   |
| 1947 | Бевервейк    | Международный турнир                                               |   |   |   |           | [ 7 ] |